# Xã Ruth C Rural, Quận Stone, Missouri
Xã Ruth C Rural (tiếng Anh: Ruth C Rural Township) là một xã thuộc quận Stone, tiểu bang Missouri, Hoa Kỳ. Năm 2010, dân số của xã này là 528 người.